# Dell Henderson
Dell Henderson, all'anagrafe George Delbert Henderson (St. Thomas, 5 luglio 1883 – Hollywood, 2 dicembre 1956), è stato un regista, attore e sceneggiatore canadese del primo cinema muto statunitense.

## Biografia
Nato nell'Ontario, in Canada, il suo nome fu spesso associato a quello di David Wark Griffith e di Mack Sennett, registi con i quali collaborò di frequente. Dell Henderson, nella sua carriera cinematografica, girò 310 film come attore, ne diresse 208 (più una supervisione alla regia) e ne firmò, come sceneggiatore o soggettista, 35. Nel 1917, produsse Outcast, di cui firmò anche la regia. Fu la sua unica prova di produttore. Negli anni trenta Henderson fu anche al fianco di Laurel & Hardy in qualche film come in Blue Boy, un cavallo per un quadro dove interpreta un ricco a cui viene rubato un prezioso quadro e in L'eredità dove riveste il ruolo di un pericoloso assassino travestito.
Henderson morì di attacco cardiaco il 2 dicembre 1956 ed è stato sepolto nel Valhalla Memorial Park Cemetery di Los Angeles, California.

## Filmografia

### Attore
- Monday Morning in a Coney Island Police Court, regia di D.W. Griffith e Wallace McCutcheon – cortometraggio (1908)
- The Salvation Army Lass, regia di D.W. Griffith – cortometraggio (1909)
- The Broken Locket, regia di D.W. Griffith – cortometraggio (1909)
- Lines of White on a Sullen Sea, regia di D.W. Griffith – cortometraggio (1909)
- The Last Deal, regia di D.W. Griffith – cortometraggio (1910)
- The Cloister's Touch, regia di D.W. Griffith – cortometraggio (1910)
- The Woman from Mellon's, regia di D.W. Griffith – cortometraggio (1910)
- The Course of True Love, regia di David Wark Griffith (1910)
- The Duke's Plan, regia di David Wark Griffith (1910)
- One Night, and Then --, regia di David Wark Griffith (1910)
- The Englishman and the Girl, regia di David Wark Griffith (1910)
- Taming a Husband, regia di David Wark Griffith (1910)
- The Newlyweds, regia di David Wark Griffith (1910)
- The Converts, regia di David Wark Griffith (1910)
- The Love of Lady Irma, regia di Frank Powell – cortometraggio (1910)
- Faithful, regia di David Wark Griffith – cortometraggio (1910)
- The Twisted Trail, regia di David Wark Griffith (1910)
- Gold Is Not All, regia di David Wark Griffith (1910)
- The Two Brothers, regia di D.W. Griffith – cortometraggio (1910)
- A Romance of the Western Hills (1910)
- Thou Shalt Not, regia di D.W. Griffith – cortometraggio (1910)
- The Tenderfoot's Triumph, regia di Frank Powell – cortometraggio (1910)
- The Way of the World, regia di D.W. Griffith – cortometraggio (1910)
- The Gold Seekers, regia di David W. Griffith – cortometraggio (1910)
- The Unchanging Sea, regia di David W. Griffith – cortometraggio (1910)
- Over Silent Paths, regia di David Wark Griffith (1910)
- Ramona, regia di David W. Griffith – cortometraggio (1910)
- The Impalement, regia di David Wark Griffith (1910)
- The Purgation, regia di David Wark Griffith (1910)
- A Child of the Ghetto, regia di David Wark Griffith (1910)
- In the Border States, regia di David Wark Griffith (1910)
- The Face at the Window, regia di David W. Griffith – cortometraggio (1910)
- The Marked Time-Table, regia di David Wark Griffith (1910)
- A Child's Impulse, regia di David Wark Griffith (1910)
- The Call to Arms, regia di D.W. Griffith – cortometraggio (1910)
- Unexpected Help, regia di David Wark Griffith – cortometraggio (1910)
- A Salutary Lesson,  regia di David Wark Griffith – cortometraggio (1910)
- The Usurer, regia di D.W. Griffith
- Wilful Peggy
- The Modern Prodigal, regia di D.W. Griffith
- The Affair of an Egg, regia di Frank Powell e D.W. Griffith – cortometraggio (1910)
- Muggsy Becomes a Hero
- Little Angels of Luck
- The Oath and the Man
- A Gold Necklace
- That Chink at Golden Gulch
- The Masher, regia di Frank Powell – cortometraggio (1910)
- A Lucky Toothache
- The Broken Doll
- The Banker's Daughters
- The Message of the Violin
- Waiter No. 5
- The Fugitive, regia di D.W. Griffith – cortometraggio (1910)
- Simple Charity
- The Song of the Wildwood Flute
- A Plain Song
- A Child's Stratagem
- Happy Jack, a Hero
- The Lesson, regia di D.W. Griffith – cortometraggio (1910)
- The Two Paths
- When a Man Loves, regia di D.W. Griffith (1911)
- Help Wanted
- His Trust: The Faithful Devotion and Self-Sacrifice of an Old Negro Servant
- His Trust Fulfilled
- The Poor Sick Men
- A Wreath of Orange Blossoms
- Conscience, regia di D.W. Griffith – cortometraggio (1911)
- Comrades, regia di Dell Henderson e Mack Sennett – cortometraggio (1911)
- Was He a Coward?
- Teaching Dad to Like Her
- The Lonedale Operator
- The Broken Cross, regia di D.W. Griffith (1911)
- The Chief's Daughter, regia di D.W. Griffith (1911)
- A Knight of the Road
- The Two Sides
- In the Days of '49
- The New Dress
- The Crooked Road
- Dave's Love Affair
- Enoch Arden: Part II
- The Primal Call
- Fighting Blood, regia di David W. Griffith (1911)
- The Wonderful Eye
- The Jealous Husband, regia di D.W. Griffith e Henry Lehrman (1911)
- The Ghost, regia di Mack Sennett (1911)
- The Last Drop of Water
- Mr. Peck Goes Calling
- The Blind Princess and the Poet
- The Diving Girl
- The Villain Foiled
- The Baron, regia di Mack Sennett (1911)
- Mr. Bragg, a Fugitive
- The Making of a Man, regia di David W. Griffith (1911)
- The Adventures of Billy
- The Long Road
- A Victim of Circumstances, regia di Mack Sennett (1911)
- The Battle, regia di David W. Griffith (1911)
- Won Through a Medium
- Dooley's Scheme
- Through Darkened Vales
- The Failure, regia di David W. Griffith (1911)
- Her Pet
- Who Got the Reward, regia di Mack Sennett (1912)
- For His Son, regia di David W. Griffith (1912)
- The Fatal Chocolate, regia di Mack Sennett (1912)
- The Sunbeam, regia di David W. Griffith (1912)
- A Message from the Moon, regia di Mack Sennett (1912)
- A String of Pearls, regia di David W. Griffith (1912)
- The Engagement Ring, regia di Mack Sennett (1912)
- A Spanish Dilemma, regia di Mack Sennett (1912)
- Hot Stuff, regia di Mack Sennett (1912)
- A Voice from the Deep, regia di Mack Sennett (1912)
- Those Hicksville Boys, regia di Mack Sennett (1912)
- Oh, Those Eyes, regia di Mack Sennett (1912)
- Their First Kidnapping Case, regia di Mack Sennett (1912)
- Help! Help!, regia di Mack Sennett (1912)
- Won by a Fish, regia di Mack Sennett (1912)
- The Brave Hunter, regia di Mack Sennett (1912)
- The Leading Man, regia di Mack Sennett (1912)
- The Fickle Spaniard, regia di Dell Henderson e Mack Sennett (1912)
- When the Fire-Bells Rang, regia di Mack Sennett (1912)
- The Furs, regia di Mack Sennett (1912)
- Helen's Marriage, regia di Mack Sennett (1912)
- A Close Call, regia di Mack Sennett (1912)
- Algy the Watchman, regia di Henry Lehrman (1912)
- Trying to Fool Uncle, regia di Mack Sennett (1912)
- The Speed Demon, regia di Mack Sennett (1912)
- Tragedy of the Dress Suit, regia di Mack Sennett (1912)
- Stern Papa, regia di Mack Sennett (1912)
- A Mixed Affair, regia di Dell Henderson (1912)
- A Disappointed Mama, regia di Dell Henderson (1912)
- A Real Estate Deal, regia di Dell Henderson (1912)
- An Absent-Minded Burglar, regia di Dell Henderson e Mack Sennett (1912)
- The Massacre, regia di David Wark Griffith (1912)
- Te Divorcee, regia di Dell Henderson (1912)
- Kissing Kate, regia di Dell Henderson (1913)
- The Masher Cop, regia di Dell Henderson (1913)
- A Girl's Stratagem, regia di David W. Griffith (1913)
- The Power of the Camera, regia di Dell Henderson (1913)
- The Daylight Burglar, regia di Dell Henderson (1913)
- Blame the Wife, regia di Dell Henderson (1913)
- Jenks Becomes a Desperate Character, regia di Dell Henderson (1913)
- The Mothering Heart, regia di David W.Griffith (1913)
- While the Count Goes Bathing, regia di Dell Henderson (1913)
- The Widow's Kids, regia di Dell Henderson (1913)
- Papa's Baby, regia di Dell Henderson (1913)
- The Suffragette Minstrels, regia di Dell Henderson (1913)
- The Battle at Elderbush Gulch, regia di D.W. Griffith (1913)
- The Fall of Muscle-Bound Hicks, regia di Dell Henderson (1914)
- His Loving Spouse, regia di Dell Henderson (1914)
- The Genius, regia di Dell Henderson (1914)
- For Better - But Worse, regia di Dell Henderson (1915)
- Those Bitter Sweets, regia di F. Richard Jones (1915)
- Divorcons (1915)
- The Rejuvenation of Aunt Mary, regia di Edward Dillon (1916)
- A Bath House Blunder, regia di Dell Henderson (1916)
- Intolerance: Love's Struggle Throughout the Ages, regia di David W. Griffith (1916)
- Fast Company, regia di Robert F. McGowan e, non accreditato, Charley Chase (1924)
- The Clinging Vine, regia di Paul Sloane (1926)
- Getting Gertie's Garter, regia di E. Mason Hopper (1927)
- La folla (The Crowd), regia di King Vidor (1928)
- Fascino biondo (The Patsy), regia di King Vidor (1928)
- Three-Ring Marriage, regia di Marshall Neilan (1928)
- Is Everybody Happy?, regia di Hal Yates (1928)
- Il potere della stampa (The Power of the Press), regia di Frank Capra (1928)
- Maschere di celluloide (Show People), regia di King Vidor (1928)
- Riley il poliziotto (Riley the Cop), regia di John Ford (1928)
- Off to Buffalo, regia di James W. Horne – cortometraggio (1929)
- Blue Boy, un cavallo per un quadro (Wrong Again), regia di Leo McCarey (1929)
- The College Coquette, regia di George Archainbaud (1929)
- Hit the Deck, regia di Luther Reed (1929)
- The Dear Slayer, regia di Phil Whitman – cortometraggio (1930)
- Getting a Raise, regia di Arthur Hurley – cortometraggio (1930)
- Whispering Whoopee, regia di James W. Horne – cortometraggio (1930)
- All Teed Up, regia di Edgar Kennedy – cortometraggio (1930)
- Ombre e luci (The Sins of the Children), regia di Sam Wood (1930)
- Fast Work, regia di James W. Horne (1930)
- L'eredità (The Laurel & Hardy Murder Case), regia di James Parrott (1930)
- Noche de duendes, regia di James Parrott (1930)
- Bigger and Better, regia di Edgar Kennedy – cortometraggio (1930)
- Looser Than Loose, regia di James W. Horne – cortometraggio (1930)
- Up a Tree, regia di Roscoe Arbuckle (1930)
- Playthings of Hollywood, regia di William A. O'Connor (1930)
- Helping Grandma, regia di Robert F. McGowan – cortometraggio (1931)
- Thundering Tenors, regia di James W. Horne – cortometraggio (1931)
- The Easiest Way, regia di Jack Conway (1931)
- Windy Riley Goes Hollywood, regia di William Goodrich (Roscoe 'Fatty' Arbuckle) – cortometraggio (1931)
- Spuk um Mitternacht, regia di James Parrott – cortometraggio (1931)
- Hello Napoleon, regia di Harry Edwards – cortometraggio (1931)
- I nuovi ricchi (Newly Rich), regia di Norman Taurog (1931)
- Skip the Maloo!, regia di James Parrott – cortometraggio (1931)
- One Hundred Dollars, regia di Charles Lamont (1931)
- Bad Company, regia di Tay Garnett (1931)
- Il campione (The Champ), regia di King Vidor (1931)
- Free Eats, regia di Raymond McCarey (1932)
- In Walked Charley, regia di Warren Doane – cortometraggio (1932)
- Choo-Choo!, regia di Robert F. McGowan – cortometraggio (1932)
- Vendetta gialla (The Son-Daughter), regia di Clarence Brown e, non accreditato, Robert Z. Leonard (1932)
- Mr. Bride, regia di James Parrott – cortometraggio (1932)
- Thru Thin and Thicket, or Who's Zoo in Africa, regia di Mark Sandrich – cortometraggio (1933)
- On Your Guard, regia di George Crone (1933)
- Goldie Gets Along, regia di Malcolm St. Clair (1933)
- From Hell to Heaven, regia di Erle C. Kenton (1933)
- Lost in Limehouse, regia di Otto Brower – cortometraggio (1933)
- The Cohens and Kellys in Trouble, regia di George Stevens (1933)
- The Moonshiner's Daughter, regia di Albert Ray (1933)
- I Have Lived, regia di Richard Thorpe (1933)
- Stolen by Gypsies or Beer and Bicycles, regia di Albert Ray – cortometraggio (1933)
- The Big Brain, regia di George Archainbaud (1933)
- Too Much Harmony, regia di A. Edward Sutherland (1933)
- Rainbow Over Broadway, regia di Richard Thorpe (1933)
- Lone Cowboy, regia di Paul Sloane (1933)
- Search for Beauty, regia di Erle C. Kenton (1934)
- Bolero, regia di Wesley Ruggles e da Mitchell Leisen (1934)
- You're Telling Me!
- Alla conquista di Hollywood
- Compagni d'allegria
- Minaccia (The Notorious Sophie Lang), regia di Ralph Murphy e William Cameron Menzies (1934)
- Something Simple
- The Lemon Drop Kid, regia di Marshall Neilan (1934)
- Men in Black, regia di Ray McCarey (1934)
- It's the Cats
- Mrs. Wiggs of the Cabbage Patch, regia di Norman Taurog (1934)
- The Captain Hates the Sea
- Sposiamoci stanotte (The Marines Are Coming), regia di David Howard (1934)
- Che bel regalo (It's a Gift), regia di Norman Z. McLeod (1934)
- The Mystery Man
- Il maggiordomo (Ruggles of Red Gap), regia di Leo McCarey (1935)
- Black Sheep, regia di Allan Dwan (1935)
- The Daring Young Man
- Hot Tip
- L'uomo dai diamanti
- Il battello pazzo
- Slightly Static
- Little Big Shot, regia di Michael Curtiz (1935)
- Here Comes Cookie
- Thunder in the Night
- Navy Wife, regia di Allan Dwan (1935)
- The Case of the Lucky Legs
- This Is the Life, regia di Marshall Neilan (1935)
- È scomparsa una donna
- Grand Exit
- Fighting Youth
- La scomparsa di Stella Parish (I Found Stella Parish), regia di Mervyn LeRoy (1935)
- Hitch Hike Lady
- Messaggio segreto
- I cavalieri del Texas
- Allegri gemelli (Our Relations), regia di Harry Lachman (1936)
- We Who Are About to Die
- L'albergo delle sorprese (Goodbye Broadway), regia di Ray McCarey (1938)
- Un grande amore (Love Affair), regia di Leo McCarey (1939)
- Wilson, regia di Henry King (1944)
- Baciami e lo saprai! (Twice Blessed), regia di Harry Beaumont (1945)

### Regista

#### 1911
- Comrades, co-regia Mack Sennett – cortometraggio (1911)
- Mr. Peck Goes Calling, co-regia Mack Sennett – cortometraggio (1911)

#### 1912
- The Fickle Spaniard, co-regia Mack Sennett – cortometraggio (1912)
- Through Dumb Luck, co-regia Mack Sennett – cortometraggio (1912)
- Mr. Grouch at the Seashore – cortometraggio (1912)
- Getting Rid of Trouble – cortometraggio (1912)
- Love's Messenger – cortometraggio (1912)
- A Mixed Affair – cortometraggio (1912)
- A Disappointed Mama – cortometraggio (1912)
- Help! Help!, co-regia di Mack Sennett – cortometraggio (1912)
- The Line at Hogan's – cortometraggio (1912)
- A Ten-Karat Hero – cortometraggio (1912)
- Like the Cat, They Came Back – cortometraggio (1912)
- A Limited Divorce – cortometraggio (1912)
- At the Basket Picnic – cortometraggio (1912)
- A Real Estate Deal – cortometraggio (1912)
- The Club-Man and the Crook – cortometraggio (1912)
- His Auto's Maiden Trip – cortometraggio (1912)
- Their Idols – cortometraggio (1912)
- Hoist on His Own Petard (1912)
- An Absent-Minded Burglar (1912)
- After the Honeymoon (1912)
- She Is a Pippin (1912)
- Jinx's Birthday Party (1912)
- The Divorcee (1912)
- Papering the Den
- Bill Bogg's Windfall (1912)
- A Day's Outing (1912)

#### 1913
- The Bite of a Snake (1913)
- The Best Man Wins (1913)
- The High Cost of Reduction (1913)
- Kissing Kate (1913)
- What Is the Use of Repining? (1913)
- The Masher Cop (1913)
- The Press Gang (1913)
- Oh, What a Boob! (1913)
- A Father's Lesson (1913)
- There Were Hoboes Three (1913)
- An Up-to-Date Lochinvar (1913)
- Look Not Upon the Wine (1913)
- A Queer Elopement (1913)
- Tightwad's Predicament (1913)
- The Spring of Life (1913)
- The Power of the Camera (1913)
- A Delivery Package (1913)
- The Old Gray Mare (1913)
- All Hail to the King (1913)
- Their One Good Suit
- Edwin Masquerades (1913)
- An 'Uncle Tom's Cabin' Troupe (1913)
- A Lesson to Mashers (1913)
- He Had a Guess Coming (1913)
- A Horse on Bill (1913)
- The Cure (1913)
- A Ragtime Romance (1913)
- The Daylight Burglar (1913)
- Blame the Wife (1913)
- The Coveted Prize (1913)
- Frappe Love (1913)
- The King and the Copper (1913)
- A Rainy Day (1913)
- The Hicksville Epicure
- Cinderella and the Boob
- The Trimmers Trimmed
- Highbrow Love (1913)
- Slippery Slim Repents
- Just Kids (1913)
- Red Hicks Defies the World
- Jenks Becomes a Desperate Character (1913)
- The Rise and Fall of McDoo
- Almost a Wild Man (1913)
- Master Jefferson Green
- A Compromising Complication
- Faust and the Lily
- An Old Maid's Deception
- The Noisy Suitors
- A Sea Dog's Love (1913)
- The Sweat-Box (1913)
- A Chinese Puzzle (1913)
- While the Count Goes Bathing (1913)
- Pa Says
- Those Little Flowers
- Mr. Spriggs Buys a Dog
- The Widow's Kids
- Cupid and the Cook
- Papa's Baby (1913)
- Come Seben, Leben
- The Suffragette Minstrels (1913)
- Father's Chicken Dinner (1913)
- Objections Overruled (1913)
- Black and White (1913)
- Edwin's Badge of Honor
- Among Club Fellows (1913)
- A Woman in the Ultimate
- A Modest Hero
- The Lady in Black (1913)
- Baby Indisposed (1913)
- Dan Greegan's Ghost
- For the Son of the House
- The Club Cure

#### 1914
- A Motorcycle Elopement (1914)
- How They Struck Oil (1914)
- Out of Sight, Out of Mind (1914)
- If It Were Not for Polly (1914)
- As It Might Have Been (1914)
- A Bunch of Flowers (1914)
- Gentleman or Thief (1914)
- Liberty Belles (1914)
- The Road to Plaindale
- The Eavesdropper
- Caught in Tights
- The Game of Freeze-Out
- The Gypsy Talisman
- Love, Loot and Liquor
- Murphy and the Mermaids
- The Fall of Muscle-Bound Hicks
- The Gold Thief
- A First Class Cook
- The Man Hunters (1914)
- Meeting Mr. Jones
- His Loving Spouse
- The Squashville School
- The Genius (1914)
- Getting the Sack
- A Regular Rip
- His Wife's Pet
- Henpeck Gets a Night Off
- A Fowl Deed
- Making Them Cough Up
- Bertha, the Buttonhole-Maker (1914)
- The Plumber (1914)
- Diogenes Weekly No. 13
- Red Dye
- A Natural Mistake
- A Matter of Court (1914)

#### 1915
- Diogenes Weekly No. 23
- His Own Hero (1915)
- Saved from the Vampire (1915)
- Ambrose's Fury
- A Stop-Off in New Mexico (1915)
- Ambrose's Nasty Temper
- A Bear Affair
- A Human Hound's Triumph
- For Better - But Worse
- Those Bitter Sweets[1]
- Merely a Married Man
- A Rascal's Foolish Way
- La tentazione della portinaia (A Janitor's Wife's Temptation) (1915)

#### 1916
- The Great Pearl Tangle (1916)
- Because He Loved Her (1916)
- Perils of the Park (1916)
- Wife and Auto Trouble (1916)
- A Bath House Blunder (1916)
- A Spring Chicken (1916)
- Rolling Stones (1916)
- The Kiss (1916)
- A Coney Island Princess (1916)

#### 1917
- A Girl Like That (1917)
- Outcast (1917)
- The Runaway (1917)
- The Beautiful Adventure (1917)
- Please Help Emily (1917)
- Her Second Husband (1917)

#### 1918
- The Impostor, co-regia di George Abbott (1918)
- Who Loved Him Best? (1918)
- Mia moglie (My Wife) (1918)
- The Golden Wall (1918)
- The Beloved Blackmailer (1918)
- By Hook or Crook (1918)
- The Road to France (1918)
- Hitting the Trail

#### 1919
- Love in a Hurry
- Courage for Two
- Hit or Miss
- Three Green Eyes (1919)
- The Social Pirate (1919)

#### 1920
- The Shark (1920)
- The Dead Line (1920)
- The Servant Question (1920)
- The Plunger

#### 1921
- Dynamite Allen
- Dead or Alive (1921)
- The Girl from Porcupine

#### 1922
- The Broken Silence
- Sure-Fire Flint

#### 1923
- Jacqueline, or Blazing Barriers (1923)

#### 1924
- Il fiume del lupo o Coraggio di donna (The Love Bandit) (1924)
- Gambling Wives
- One Law for the Woman (1924)
- Battling Brewster

#### 1925
- Defend Yourself (1925)
- Quick Change (1925)
- Il padrone delle montagne rocciose (The Bad Lands) (1925)
- Pursued (1925)
- Rough Stuff (1925)
- Accused (1925)

#### 1926
- The Pay-Off (1926)

#### 1927
- The Rambling Ranger

### Sceneggiatore
- The Modern Prodigal, regia di D.W. Griffith (1910)
- Not So Bad as It Seemed, regia di Frank Powell (1910)
- Happy Jack, a Hero, regia di Frank Powell (1910)
- The Lesson, regia di David W. Griffith (1910)
- A Knight of the Road, regia di D.W. Griffith (1911)
- Bobby, the Coward, regia di D.W. Griffith (1911)
- Love in the Hills, regia di D.W. Griffith (1911)
- Did Mother Get Her Wish?, regia di Mack Sennett (1912)
- Brave and Bold, regia di Mack Sennett (1912)
- Hot Stuff, regia di Mack Sennett (1912)
- A Voice from the Deep, regia di Mack Sennett (1912)
- Those Hicksville Boys, regia di Mack Sennett (1912)
- The Fickle Spaniard, regia di Dell Henderson e Mack Sennett (1912)
- Neighbors, regia di Mack Sennett (1912)
- Katchem Kate, regia di Mack Sennett (1912)
- A Dash Through the Clouds, regia di Mack Sennett (1912)
- One Round O'Brien, regia di Mack Sennett (1912)
- The Speed Demon, regia di Mack Sennett (1912)
- What the Doctor Ordered, regia di Mack Sennett (1912)
- Through Dumb Luck, regia di Dell Henderson (1912)
- A Disappointed Mama, regia di Dell Henderson (1912)
- A Limited Divorce, regia di Dell Henderson (1912)
- The Club-Man and the Crook, regia di Dell Henderson (1912)
- Hoist on His Own Petard, regia di Dell Henderson (1912)
- The High Cost of Reduction, regia di Dell Henderson (1913)
- What Is the Use of Repining?, regia di Dell Henderson (1913)
- Tightwad's Predicament, regia di Dell Henderson (1913)
- The Old Gray Mare, regia di Dell Henderson (1913)
- An 'Uncle Tom's Cabin' Troupe, regia di Dell Henderson (1913)
- A Ragtime Romance, regia di Dell Henderson (1913)
- The King and the Copper, regia di Dell Henderson (1913)
- Out of Sight, Out of Mind, regia di Dell Henderson (1914)
- As It Might Have Been, regia di Dell Henderson (1914)
- The Servant Question, regia di Dell Henderson (1920)
- Galloping Ghosts

### Produttore
- Outcast, regia di Dell Henderson (1917)